# Кляшторна Наталія Онуфріївна
Наталія Онуфріївна Кляшто́рна (*22 березня 1973, Херсонська область) — українська етнографиня-бойкознавиця, журналістка, публіцистка. Громадська діячка у середовищі депортованих українців, популяризатор бойківського діалекту. Одна з провідних фахівчинь політики пам'яті бойківської етнічної групи українського народу.

## Життєпис
Народилася в сім'ї депортованих із Західної Бойківщини громадян, що опинилися на території Польщі після Другої світової війни. 1951 її батьків сталінський режим насильно перевіз на поселення до Херсонської області у совєцькій зоні окупації.
Закінчила Інститут журналістики КНУ імені Тараса Шевченка, після чого займається етнографією бойків та громадською роботою серед нащадків депортованих.
Досліджує і популяризує культуру бойків, при чому практикує власну методу збору інформації серед старшого покоління. Педантична у документуванні артефактів бойківської культури та має низку відкриттів у царині бойківської мікроісторії.

## Наукова та публіцистична творчість

### Видання

Бойківське сузір'я

- Кляшторна Н. Бойківське сузір'я. Словник персоналій Бойківщини: народилися бойками; мешкали на Бойківщині; прислужилися бойкам. — Івано-Франківськ: Лілея-НВ, 2012. — 80 сторінок: ілюстрації. ISBN 978-966-668-291-1. Бойківське сузір'я — словник з короткими відомостями про 300 видатних осіб, котрі своїм походженням, життям чи діяльністю пов'язані з бойками і Бойківською землею. Також подані відомості про представників інших етнічних груп та національностей, котрі кожен у своїй царині допомагали бойкам, популяризували їхню культурну спадщину та в цілому сприяли розвою Бойківщини.[1]
- «Під Нибесний» — це збірка лірики говіркою Західної Бойківщини, це погляд автора на Бойків край, який спонукає до роздумів про бойківську ідентичність.
- «Байка про бойка» — це збірка найцікавіших відомостей про історію, культуру та походження бойків — самобутнього субетносу горян, які мешкають у середній смузі Українських Карпат.

## Родина
Мешкає у Києві. Одружена з громадським активістом Олексієм Кляшторним, виховує троє синів.